# Microsoft Azure
Microsoft Azure (раније познат као Windows Azure) сервис је за рачунарство у облаку који је створио Мајкрософт за прављење, тестирање, распоређивање и управљање апликацијама и сервисима кроз центре података којима управља Мајкрософт. Пружа софтвер као сервис (SaaS), платформу као сервис (PaaS) и инфраструктуру као сервис (IaaS), а подржава многе различите програмске језике, алате и програмске оквире.
Azure је најављен у октобру 2008. године, започет је са кодним именом „Project Red Dog”, а објављен је 1. фебруара 2010. године као „Windows Azure” пре него што је преименован у „Microsoft Azure” 25. марта 2014. године.